# Aeropuerto internacional

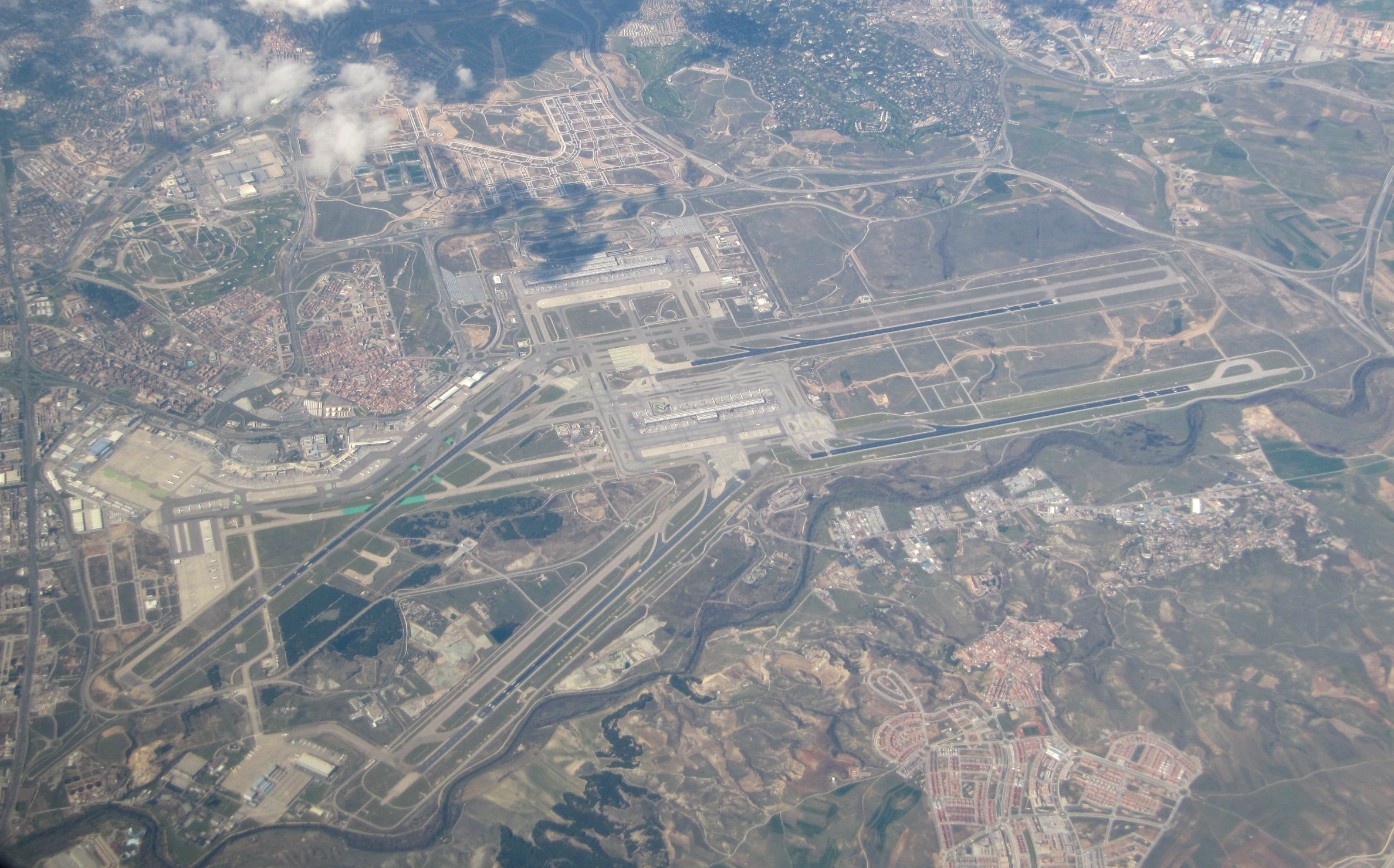
Aeropuerto Adolfo Suárez Madrid-Barajas en Madrid, España

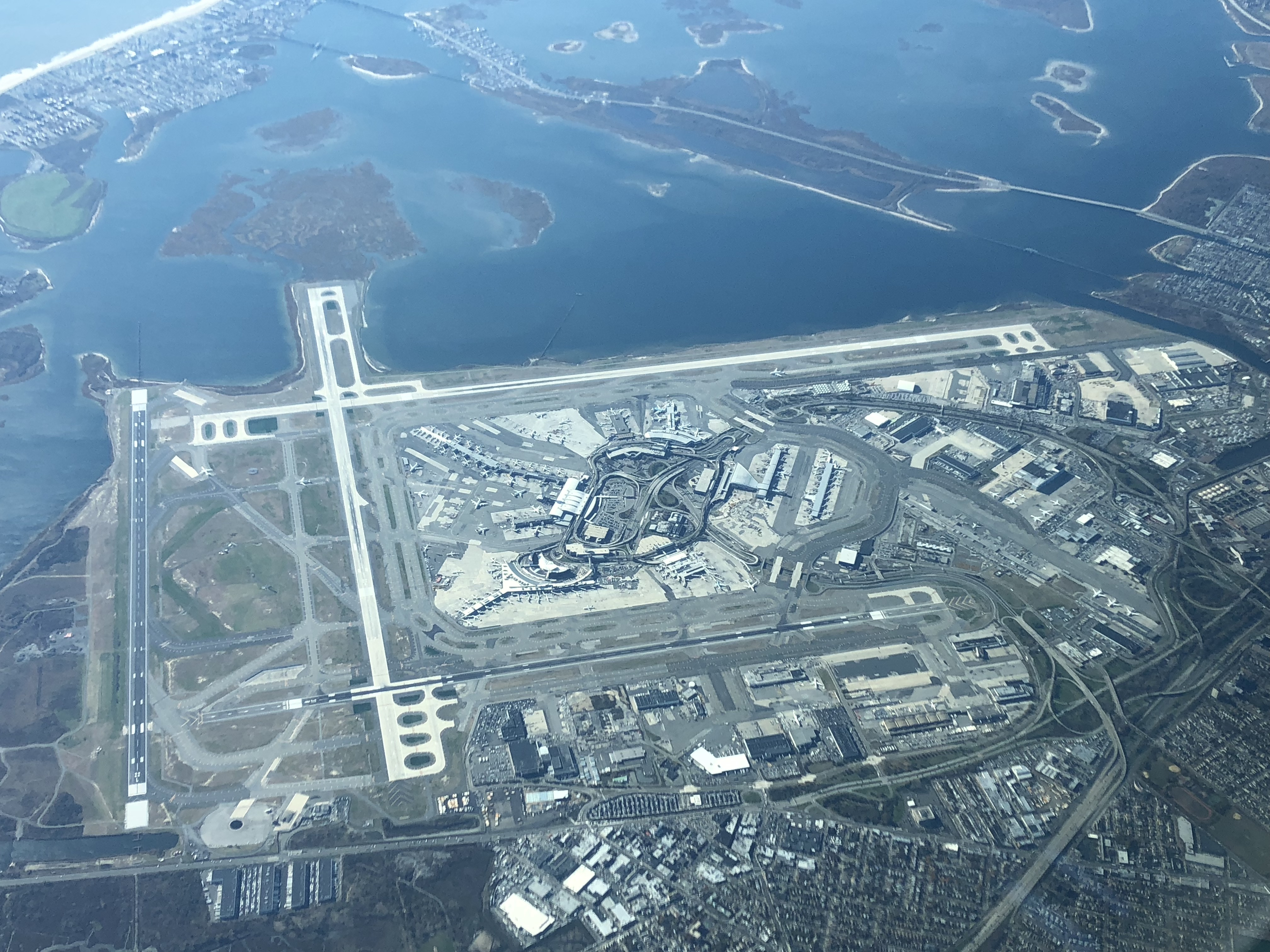
Aeropuerto Internacional John F. Kennedy, Nueva York, Estados Unidos

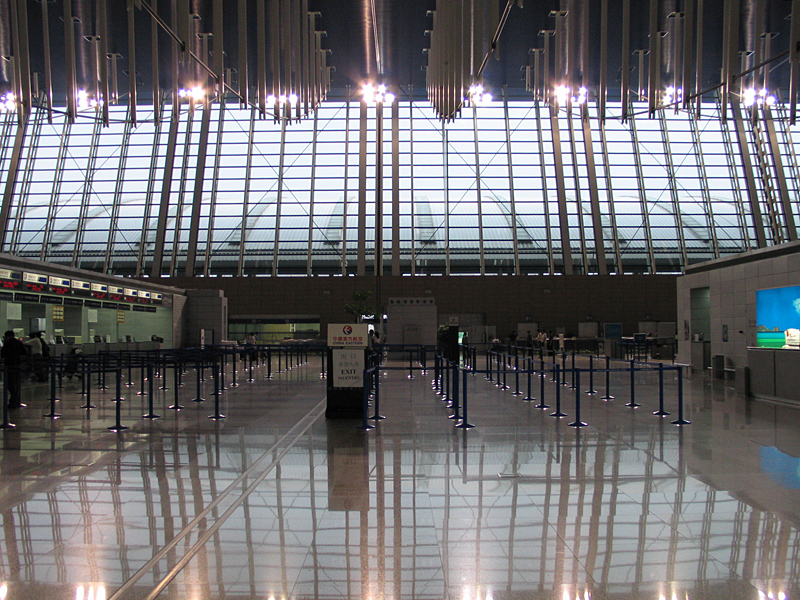
Una vista de la Terminal 1, Aeropuerto Internacional de Shanghái Pudong.

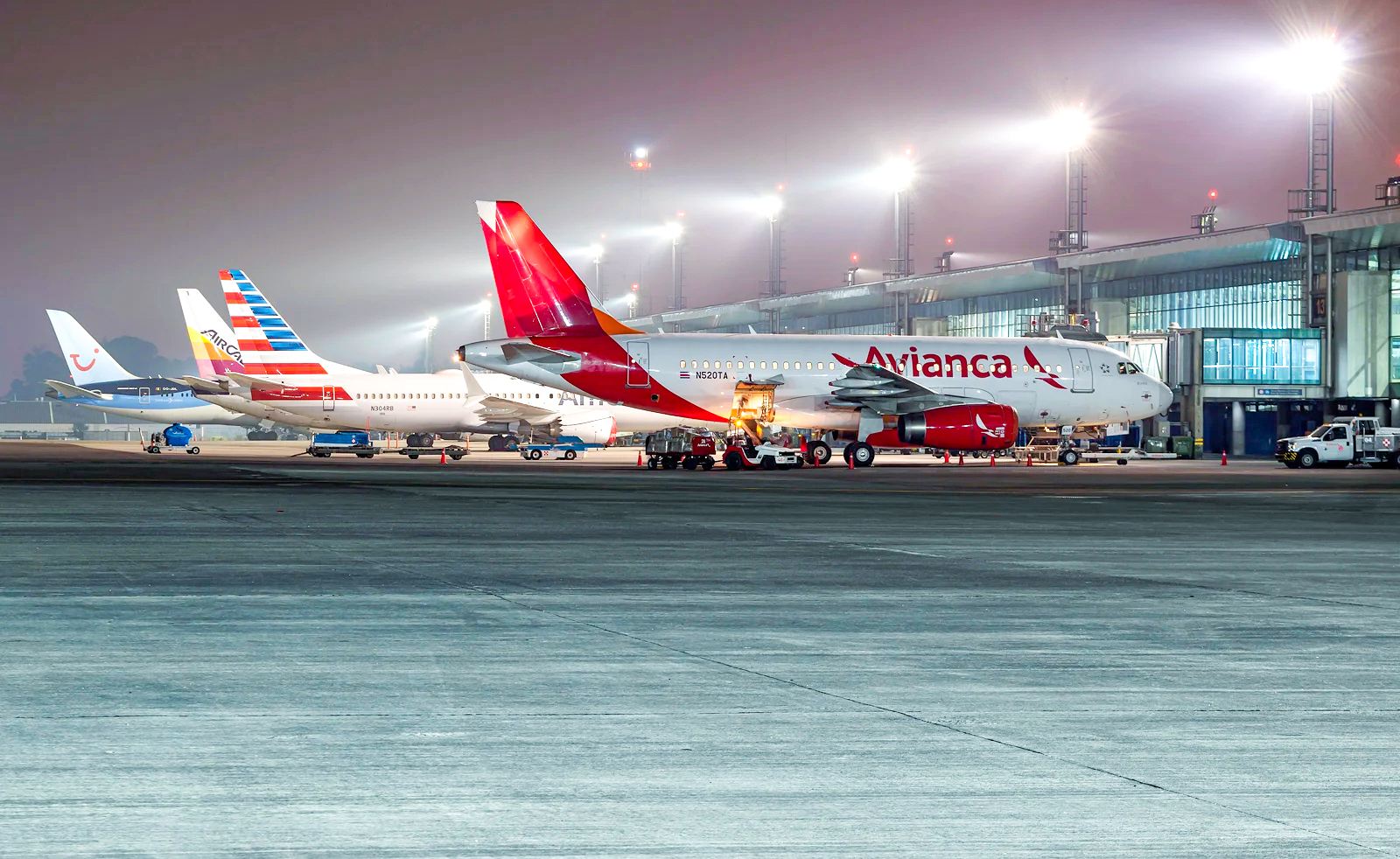
El Aeropuerto Internacional La Aurora en la Ciudad de Guatemala, Guatemala es un aeropuerto internacional de uso público y militar.

Un aeropuerto internacional es un aeropuerto típicamente equipado con instalaciones de aduanas e inmigración para gestionar vuelos internacionales con otros países.

## Descripción
Estos aeropuertos son normalmente grandes y a menudo cuentan con pistas grandes e instalaciones adecuadas para atender a los grandes aviones que suelen ser utilizados comúnmente para los trayectos internacionales o intercontinentales. Los aeropuertos internacionales a menudo albergan vuelos nacionales (vuelos que se efectúan dentro de las fronteras del país) además de vuelos internacionales. En muchos de los países pequeños, la mayoría de aeropuertos son internacionales. En ciertos países, sin embargo, hay una subcategoría de aeropuertos internacionales limitados que cuentan con vuelos internacionales, pero están limitados a los destinos de corto radio (a menudo debido a factores geográficos) o son aeropuertos mixtos (civil y militar). 
Muchos aeropuertos con vuelos internacionales regulares frecuentes tienen la palabra "Internacional" en sus nombres oficiales, pero otros, incluyendo aeropuertos grandes como el Aeropuerto de Londres Heathrow, no. En cambio, algunos aeropuertos que se autodenominan aeropuertos internacionales, especialmente en las pequeñas ciudades de los Estados Unidos, aunque no haya realmente vuelos regulares internacionales de pasajeros al poseer dichas instalaciones con oficinas de aduanas e inmigración para los vuelos chárter, de carga y aviación general. 
En muchos de estos aeropuertos, los servicios de aduanas e inmigración están solo disponibles durante unas pocas horas. Un ejemplo de estos aeropuertos es el Aeropuerto Internacional Gerald R. Ford en Grand Rapids, Míchigan. Unos pocos, como el Aeropuerto Internacional de Gary/Chicago en Gary, Indiana, no son en absoluto aeropuertos internacionales; no están designados como aeropuertos de entrada pero aspiran a serlo en el futuro y han añadido las palabras "aeropuerto internacional" a sus nombres como herramienta promocional.

## Lista de aeropuertos que dejaron de ser internacionales
Otros aeropuertos que anteriormente han servido vuelos internacionales ahora cuentan principalmente con vuelos nacionales (el tráfico internacional ha sido trasladado a un nuevo y más grande aeropuerto en la zona), pero mantiene la designación de "internacional" en su nombre.
Ejemplos de esto son:
- Aeropuerto Internacional Don Mueang (Antiguo Internacional de Bangkok), en Bangkok, Tailandia, relevado por el Aeropuerto Suvarnabhumi
- Aeropuerto Internacional de Tokio (Haneda), en Tokio, Japón, relevado por el Aeropuerto Internacional Narita (aunque Japan Airlines mantiene algunos vuelos entre Haneda y Seúl, Shanghái y Hong Kong)
- Aeropuerto de Taipéi Songshan en Taipéi, Taiwán (que mantiene su nombre de "Aeropuerto Internacional de Taipéi" en chino), relevado por el Aeropuerto Internacional de Taiwán Taoyuan.
- Aeropuerto Internacional Gimpo en Seúl, Corea del Sur, relevado por el Aeropuerto Internacional de Incheon
- Aeropuerto Internacional de Shanghái Hongqiao en Shanghái, China, relevado por el Aeropuerto Internacional de Shanghái Pudong.
- Aeropuerto Internacional Halim Perdanakusuma en Yakarta, Indonesia, relevado por el Aeropuerto Internacional Soekarno-Hatta.
- Aeropuerto Internacional Toncontín en Tegucigalpa, Honduras, es relevado por el Aeropuerto Internacional de Comayagua, en Comayagua, Honduras.[1]

## Control de aduanas
Muchos aeropuertos internacionales también sirven como bases de operaciones, o lugares donde los vuelos con escalas pueden aterrizar y los pasajeros pueden tomar el avión. Los aeropuertos internacionales a menudo tienen muchas aerolíneas representadas, y muchas de estas suelen ser extranjeras.
Los pasajeros que conectan con un vuelo nacional desde un vuelo internacional generalmente requiere que el equipaje pase por control de aduanas y tenga que volver a ser facturado en el mostrador del vuelo nacional, requiriendo tiempo adicional para el proceso. En algunos casos, el equipaje en Europa puede ser facturado al destino final, incluso si es un vuelo nacional.
En algunos casos, los viajeros y aviones pueden pasar el control de aduanas e inmigración en el aeropuerto de partida. Como ejemplo de esto, hay aeropuertos en Canadá con instalaciones de concesión de acceso a los Estados Unidos. Esto posibilita que desde estos aeropuertos se pueda volar a aeropuertos de Estados Unidos sin aduanas ni inmigración. El equipaje de estos vuelos pueden ser facturados a su destino final en los Estados Unidos.